# Eugenia boliviana
Eugenia boliviana là một loài thực vật có hoa trong Họ Đào kim nương. Loài này được (D.Legrand) Mattos mô tả khoa học đầu tiên năm 1995.